# Ernst Klink
Ernst Klink (* 5. Dezember 1923 in Dietenhausen, Baden; † 13. September 1994 in Emmendingen) war ein deutscher Historiker. Nachdem er 1957 bei Hans Rothfels in Geschichte promoviert worden war, arbeitete er ab 1958 am Militärgeschichtlichen Forschungsamt (MGFA) der Bundeswehr in Freiburg im Breisgau. Hier verfasste er eine Studie zum deutschen „Unternehmen Zitadelle“ und steuerte zum vierten Band des Reihenwerks Das Deutsche Reich und der Zweite Weltkrieg eine Darstellung der Operationsplanung des „Unternehmens Barbarossa“ sowie zur Operationsführung bis Ende 1941 bei. Klink hatte als Angehöriger der Waffen-SS am Zweiten Weltkrieg teilgenommen und war Mitglied der Hilfsgemeinschaft auf Gegenseitigkeit der Angehörigen der ehemaligen Waffen-SS (HIAG). Er nutzte seine Stellung im MGFA auch, um sich an der Geschichtsklitterung der Veteranen der Waffen-SS zu beteiligen. So sichtete und bereinigte er persönliche Unterlagen und Nachlässe und gab Informationen weiter.

## Leben

### Herkunft, Familie, Zweiter Weltkrieg
Klink wurde als Sohn der späteren Reichsfrauenführerin Gertrud Scholtz-Klink, geb. Treusch (1902–1999), und ihres ersten Ehemannes Eugen Klink (1894–1930), eines Lehrers, in Dietenhausen bei Pforzheim (heute Ortsteil von Keltern) geboren. Sein Bruder Hans war SS-Untersturmführer in der Schweren SS-Panzer-Abteilung 102. Der Vater avancierte zum Bezirksleiter der NSDAP und starb schon 1930 während einer Wahlkundgebung an einer Herzattacke. Sein Stiefvater wurde 1940 Inspekteur der SS und Polizeiführer für Berlin und Brandenburg SS-Obergruppenführer August Heißmeyer. Von Ostern 1934 bis 1941 besuchte Klink die Humanistischen Gymnasien in Berlin und Heidelberg, anschließend die Schulgemeinde in Wickersdorf bei Saalfeld im Thüringer Wald und die Nationalpolitische Erziehungsanstalt (NPEA) Berlin-Spandau.
Ernst Klink trat im Sommer 1941 der SS bei und wurde zur Leibstandarte SS Adolf Hitler abkommandiert. Im Krieg gegen die Sowjetunion gehörte er der 11. Kompanie unter Joachim Peiper an. Nachdem er im Juni 1942 im Feldlazarett in Mariupol gelegen hatte und später im Feldlazarett der Leibstandarte im französischen La Musse behandelt worden war, nahm er 1943 an den Kämpfen um Charkow teil. Er wurde zu Beginn des „Unternehmens Zitadelle“, am 5. Juli 1943, durch einen Schussbruch im Unterschenkel schwer verwundet und in das SS-Lazarett Berlin, Abteilung Hohenlychen ausgeflogen. An der Front konnte er während des Krieges infolge seiner Verwundung nicht mehr eingesetzt werden. In der SS erreichte er den Dienstgrad eines SS-Unterscharführers. Im September 1944 kehrte er an die inzwischen nach Burg (Holstein) verlegte NPEA Berlin-Spandau zurück und legte dort im März 1945 die Reifeprüfung ab.

### In der Bundesrepublik Deutschland
Nach dem Krieg arbeitete Klink von 1946 bis 1948 als Verlagsvolontär und Lektor und studierte seit dem Sommersemester 1949 Geschichte, Germanistik, Philosophie und Anglistik an der Universität Tübingen. Seit 1951 studierte er zusätzlich Finnisch und Schwedisch und bereitete während eines achtmonatigen Aufenthalts in Helsinki (Finnland) eine Studie über die Auseinandersetzungen Schwedens und Finnlands um die Ålandinseln zwischen 1917 und 1921 vor, mit der er im Februar 1957 bei Hans Rothfels in Tübingen promoviert wurde. Anschließend wurde Klink Mitarbeiter der Schriftenreihe Geschichte und Politik. Klink war auch Mitglied der Hilfsgemeinschaft auf Gegenseitigkeit der Angehörigen der ehemaligen Waffen-SS (HIAG), der Veteranenorganisation der Waffen-SS, und arbeitete 1958 als Pressesprecher für die Tübinger Sektion.
Im Oktober 1958 wurde Klink Mitarbeiter des neuen Militärgeschichtlichen Forschungsamtes (MGFA) in Freiburg im Breisgau. Hier erarbeitete er zunächst eine Studie zum „Unternehmen Zitadelle“. Zwar war Klinks Mitgliedschaft in der Waffen-SS im MGFA bekannt, aber kaum jemand wusste um seine Mitgliedschaft in der HIAG und seine andauernde Freundschaft mit Joachim Peiper.
Die HIAG hatte in den 1950er-Jahren begonnen, eigene militärhistorische Publikationen zu koordinieren, in denen nationalsozialistische Ideologieversatzstücke und Legenden um die Waffen-SS in die bundesrepublikanische Öffentlichkeit tradiert wurden, indem die Beteiligung der Waffen-SS am Vernichtungskrieg, am Holocaust und an Kriegsverbrechen geleugnet wurde. Klink hielt Kontakt zu den Veteranen der Waffen-SS, etwa zu Joachim Peiper und zu Walter Harzer, der für die HIAG die Abfassung von Divisionsgeschichten der SS-Divisionen koordinierte. Mit Peiper und Harzer arbeitete Klink an einer Darstellung der Schlacht um Charkow. Klink unterstützte die HIAG außerdem mit Dokumenten aus dem Bundesarchiv in Freiburg, Auskünften und Vorträgen. Auch bereinigte er die persönlichen Unterlagen von SS-Veteranen, indem er belastende Geständnisse beseitigte. Noch 1985 verließ sich die Witwe des Rechtsanwaltes Rudolf Aschenauer, der maßgeblich die Unterstützung für die Verurteilten des Malmedy-Prozesses organisiert hatte, darauf, dass Klink den Nachlass ihres Mannes, der dem Bundesarchiv in Freiburg überlassen werden sollte, „erst sichten“ werde.
Klink nutzte seine Stellung im MGFA für die Sache der Waffen-SS, indem er insbesondere Journalisten beeinflusste, die auf seine Seriosität als Historiker vertrauten. 1976 beriet er den Regisseur Jost von Morr für eine Dokumentation über das Malmedy-Massaker, die von der Chronos Film für den WDR produziert wurde. Der fertige Film orientierte sich an der Perspektive der Veteranen, wonach die SS für einen ungeklärten Vorfall während der Ardennen-Offensive verantwortlich gemacht worden sei. Auch für eine mehrseitige Reportage in der Illustrierten Quick stellte Klink das Material zur Verfügung. Innerhalb des Forschungsamtes geriet Klink mit anderen Historikern vor allem in Fragen, welche die Waffen-SS betrafen, aneinander. Nach Einschätzung des Historikers Jens Westemeier war Klink einer „der wichtigsten Lobbyisten für die hauseigene Geschichtsklitterung“ der HIAG.

## Werk
Seine wissenschaftliche Karriere begann Klink mit Publikationen über wehrpolitische Probleme Nordeuropas. Er beschäftigte sich ferner mit der militärischen deutsch-finnischen Zusammenarbeit und der Rolle Finnlands im Zweiten Weltkrieg.
Innerhalb des MGFA gehörte Klink zur Fraktion derjenigen, die an der Legende der „sauberen Wehrmacht“ festhielten und sich gegen die Neubewertung, die sich am MGFA unter der Leitung von Manfred Messerschmidt durchsetzte, wendeten. Die Konflikte kulminierten im Streit um den 1983 erschienenen Band 4 des Reihenwerks Das Deutsche Reich und der Zweite Weltkrieg, der den Angriff auf die Sowjetunion 1941 zum Thema hatte. Ein Teil der Autoren, namentlich Joachim Hoffmann, verfolgte die Präventivkriegsthese, ein anderer Teil bestritt sie. Klinks wichtigster Beitrag zu diesem Band war seine Studie zur Planung des „Unternehmens Barbarossa“. Darin wies Klink auf erste militärische Überlegungen und Vorbereitungen des Oberkommandos des Heeres (OKH) zum Krieg gegen die Sowjetunion ab Juni 1940 hin, die ohne Vorgaben Hitlers angestellt worden seien; Rolf-Dieter Müller bewertet dies als „wichtige Entdeckung“ Klinks.
Gerd R. Ueberschär kritisiert, dass Klink die Operationspläne Hitlers und der Wehrmacht als unpolitisch charakterisiert habe. Klinks Darstellung, dass Hitler ausgezeichnete militärische Führung bewiesen, während Generalstabschef Franz Halder schlechte Entscheidungen getroffen habe, werde durch die verfügbaren Quellen kaum gestützt. Seine enge militärische Perspektive verleite Klink außerdem dazu, die Präventivkriegslegende zu unterstützen. Der Historiker David Stahel hält Klinks Studie zur Planung des Unternehmens Barbarossa für ein weiterhin maßgebliches Werk zum Thema. Klink habe detailliert die unterschiedlichen strategischen Ziele des Feldzugs aufgezeigt, die Hitler einerseits und das OKH andererseits verfolgten.

## Schriften (Auswahl)
- Finnlands Freiheit 1917–1957. Steiner, Laupheim/Württ. 1956.
- Untersuchungen zum finnisch-schwedischen Streit um die Ålandsinseln 1917–1921 (Tübingen, Univ., Diss., 1957).
- Deutsch-finnische Waffenbrüderschaft. 1941–1944. In: Wehrwissenschaftliche Rundschau. Bd. 8, 1958, S. 389–412.
- mit Richard von Donat: Zur Diskussion über die Bedeutung und das rechte Verhältnis von Formal- und Gefechtsausbildung in der Zeit von 1889 bis 1914/15. Freiburg i. Br. 1960.
- mit Ursula von Gersdorff: Operationsgebiet Östliche Ostsee und der Finnisch-Baltische Raum 1944. Deutsche Verlags-Anstalt, Stuttgart 1961.
- Das Gesetz des Handelns. Die Operation „Zitadelle“ 1943. Deutsche Verlags-Anstalt, Stuttgart 1966.
- Die militärische Konzeption des Krieges gegen die Sowjetunion. In: Horst Boog u. a. (Hrsg.): Das Deutsche Reich und der Zweite Weltkrieg. Bd. 4: Der Angriff auf die Sowjetunion. DVA, Stuttgart 1983, S. 190–326.
- Der Krieg gegen die Sowjetunion bis zur Jahreswende 1941/42. In: Horst Boog u. a. (Hrsg.): Das Deutsche Reich und der Zweite Weltkrieg. Bd. 4: Der Angriff auf die Sowjetunion. DVA, Stuttgart 1983, S. 541–736.